# إسلام عوض
إسلام عوض (ولد في 2 يوليو 1987) هو لاعب كرة قدم مصري سابق، يلعب في مركز الوسط. كانت بدايات إسلام عوض في نادي إنبي وانضم لمنتخب مصر عام 2008 وبرز مع نادي إنبي مما دفع نادي الزمالك إلى التعاقد معه عام 2012 في موسم الانتقالات الشتوية بعد أن أعلن رغبته في الانتقال للزمالك في أكثر من مناسبة.

## إنجازاته
نادي المقاولون العرب
- بطولة كأس السوبر المصري عام 2004

نادي إنبي
- بطولة كأس مصر عام 2011

## روابط خارجية
- إسلام عوض على موقع قاعدة بيانات كرة القدم.إي يو (الإنجليزية)
- إسلام عوض على موقع ناشيونال فوتبول تيمز (الإنجليزية)
- إسلام عوض على موقع كووورة